# Шенкер, Рудольф
Рудольф Генрих Шенкер (нем. Rudolf Heinrich Schenker; род. 31 августа, 1948 г., Хильдесхейм, Германия) — немецкий рок-музыкант, основатель группы Scorpions, её гитарист и композитор. Старший брат Михаэля Шенкера, участника группы в раннем периоде её творчества. В 2022 году журнал Guitar Player включил Рудольфа в список «50 величайших ритм-гитаристов всех времён».

## Биография
Рудольф Шенкер родился 31 августа 1948 года в Хильдесхайме в музыкальной семье: мама играла на фортепиано, а отец — на скрипке. С детства Рудольф очень любил рок-музыку, слушал The Beatles. В возрасте пяти лет впервые взял в руки акустическую гитару Höfner. Через некоторое время Рудольф предложил своему младшему брату Михаэлю (р. 1955) учиться играть на гитаре.
В возрасте 16 лет он создал свою первую группу, которую тогда назвал Nameless, однако вскоре переименовал её в Scorpions. Вначале Рудольф был вокалистом группы, но чувствуя, что не справляется с обязанностями гитариста и вокалиста одновременно, начал искать другого кандидата на роль вокалиста. Тем временем Михаэль ушёл из Scorpions в коллектив Copernicus, в котором тогда находился вокалист Клаус Майне. Рудольф смог вернуть буйного брата обратно к себе в группу, заодно прихватив и Клауса Майне. Группа в обновленном составе записывает свой первый альбом Lonesome Crow.

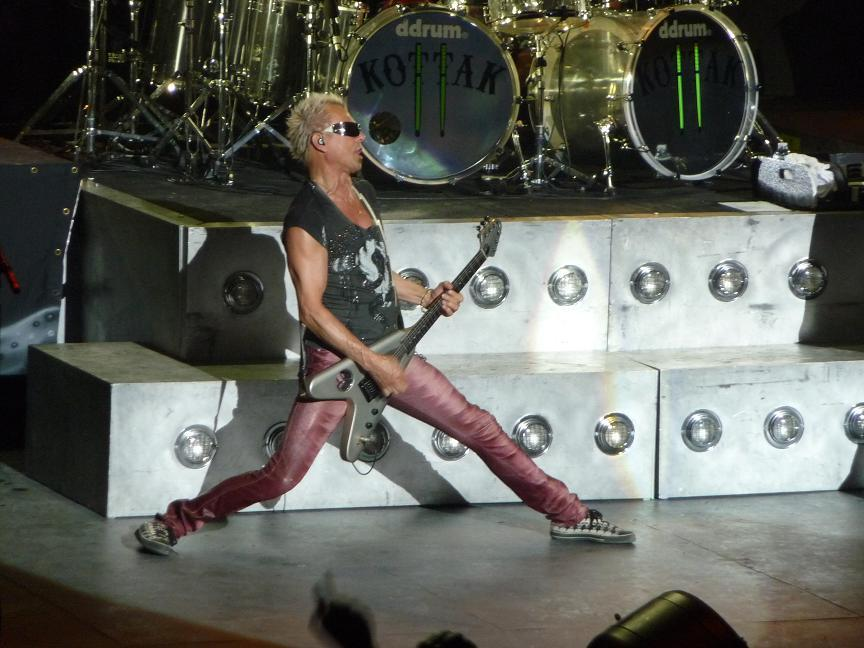
Рудольф в 2009 году

Через некоторое время Михаэль ушёл в британский коллектив UFO. Рудольф решил перейти в группу Dawn Road, в которой тогда играли гитарист Ули Джон Рот и басист Франсис Бухгольц. В итоге группа взяла уже нашумевшее в Германии название «Scorpions». После выпуска нескольких альбомов Рот ушёл из группы из-за музыкальных разногласий, так как группа была ориентирована на хард-рок, а творчество Рота склонялось к экспериментам в духе Джими Хендрикса. После кастинга, не имевшего успеха, Рудольф встретил Маттиаса Ябса (точнее познакомил бас-гитарист, поскольку они вместе учились в школе), и предложил сыграть с ними несколько песен. Через некоторое время, Шенкер позвонил Ябсу и сообщил, что он — новый лид-гитарист группы.
1980-е годы были золотым временем для Scorpions, наконец нашедших свой стиль. Рудольф продолжал писать музыку, а Клаус Майне и барабанщик Герман Раребелл — тексты.
С середины 1990-х годов Шенкер и Майне решили поэкспериментировать со стилями. Во время подготовки альбома «Pure Instinct» Герман Раребелл покинул группу, так как отказался «играть это дерьмо». На рубеже десятилетий Scorpions совмещали фирменный звук с симфоническими и акустическими аранжировками. К середине нулевых группа вернулась к старому звучанию, о чём символизирует альбом Unbreakable.
В начале 2010-х годов, говоря о возможном уходе группы со сцены, Рудольф планировал заняться проектами вместе со своим братом; ходили слухи о создании «группы братьев Шенкер», но в итоге Scorpions продолжили совместную работу.

## На сцене

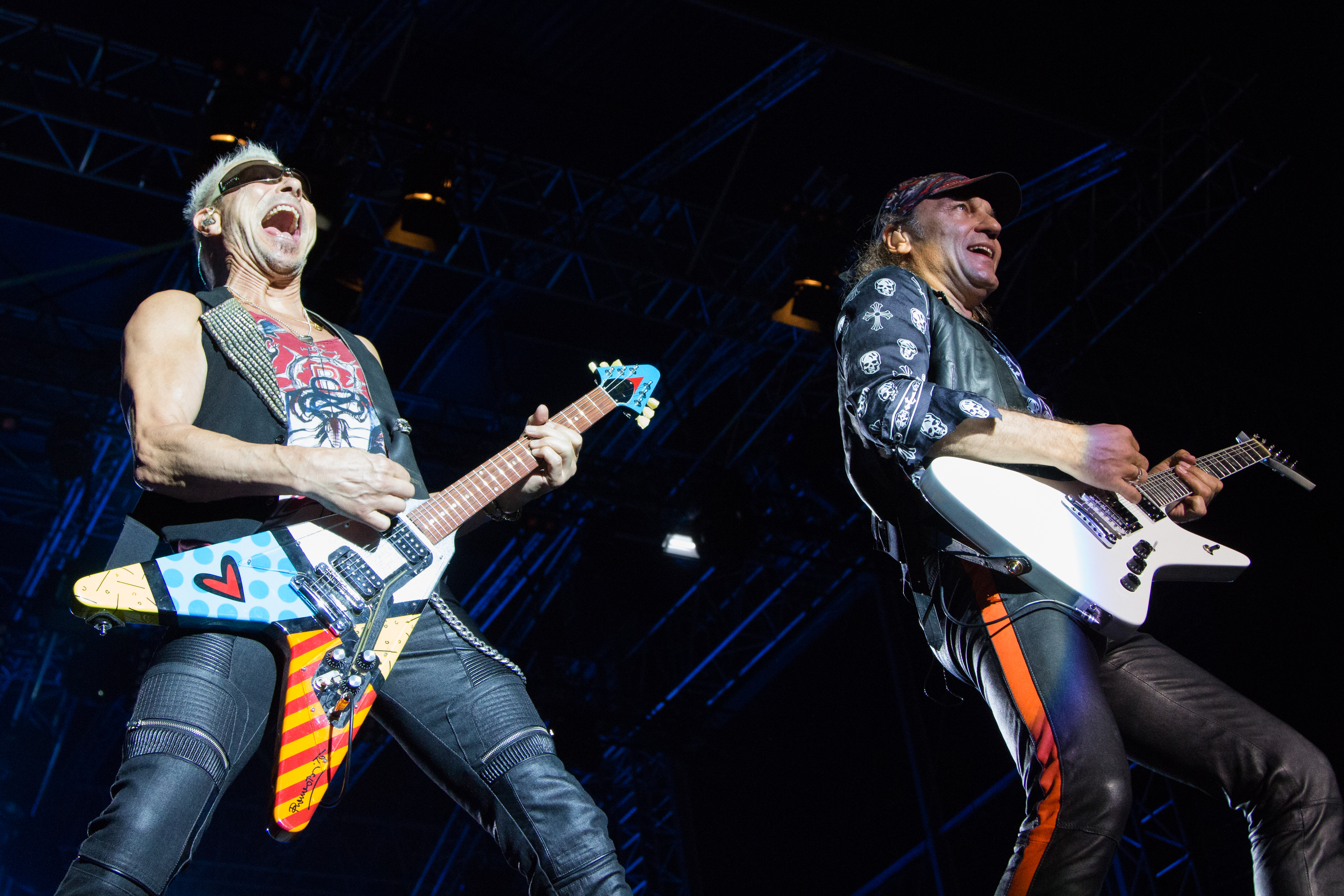
See-Rock Festival 2014

На сцене Шенкер довольно энергичен; игру на гитаре он периодически сопровождает прыжками, приседанием, прогибами и другими движениями, не прекращая при этом играть. Часто демонстрирует «мельницу». Обычно в конце песни «Still Loving You» он, присев, целует гриф своей гитары.
На видео-интервью Рудольф Шенкер заявил, что его цель была не стать наилучшим или наибыстрейшим гитаристом, а стать лучшим композитором.
Наиболее известными инструментами Шенкера являются гитары Gibson Flying V, на них он играет чаще всего, чуть реже на Dean V. В 1977 году в выступлениях по телевидению, в песнях «Steamrock Fever», «I’ve Got To Be Free» играл на Gibson Explorer. На DVD-видео «Acoustica», он играл на акустической гитаре Flying V, сделанной специально для него. Использует Dean acoustic V. Также многие годы на всех концертах, как и коллега по группе Маттиас Ябс, играет на электрогитарах Dommenget, изготовленных мастером лично для них — Flying V «Феррари» и «Мерседес».

## Литературная деятельность
26 апреля 2011 года в России издана его книга «Rock Your Life» на русском языке.

## Музыкальное влияние
Как музыкант Шенкер оказал влияние на многих современных гитаристов. Например, лидер группы Megadeth Дэйв Мастейн считает Рудольфа одним из лучших ритм-гитаристов в мире наравне с ним самим, Джеймсом Хетфилдом и Малькольмом Янгом. Сам Хетфилд называет Шенкера одним из шести своих любимых гитаристов.

## Семья
В 1966—2003 гг. был женат на Маргарет Шенкер. Сын — Марсель Шенкер (р. 1970).
С 2003 года женат на Татьяне Сазоновой, которая моложе его на 31 год. Сын — Ричи Шенкер.
Младший брат — Михаэль (Майкл) Шенкер (р. 1955) — тоже рок-музыкант.